# مهدی نراقی
ملا محمدمهدی بن ابی‌ذر فاضل نراقی (درگذشت ۱۲۰۹ (قمری)) معروف به «محقق نراقی» فیلسوف و الهی‌دان شیعه است.
او در کنار فرزندش ملا احمد نراقی در نجف مدفون است. این دو به فاضلین نراقی یا نراقیَین معروف هستند.

## زندگی
مهدی نراقی از مهادی اربعه است. مهادی اربعه چهار نفری بودند که اسم همگی شان مهدی بود و جملگی از مراجع تقلید شیعه بودند و اسامی‌شان عبارت بود از سید مهدی بحرالعلوم. میرزا محمدمهدی شهرستانی. سید مهدی خراسانی و ملا مهدی نراقی - که بیشتر دوران تحصیلش را در اصفهان گذراند. همچنین به نجف و کربلا رفت و در آنجا تحصیل کرد. او بعد از بازگشت به ایران در کاشان اقامت کرد.

## استادان
- وحید بهبهانی

در اصفهان:
- ملا اسماعیل خواجویی
- حاج شیخ محمد هرندی
- ملا مهدی هرندی
- آقامیرزا نصیر اصفهانی

در کربلا و نجف:
- آقا محمدباقر بهبهانی
- شیخ یوسف بحرانی (نویسندهٔ حدائق)

## تالیفات
ملا مهدی نراقی دارای تألیفات او در زمینه فقه، اصول، فلسفه، کلام، تفسیر، ادبیات، ریاضی، و نجوم است و بسیاری از کتاب‌ها، ترجمه‌ها و افراد خواننده را به این آثار ارجاع داده‌اند، یا از این آثار به عنوان منبع معتبر استفاده کرده‌اند و می‌کنند.
برخی تألیفات:
- لوامع
- جامع السعادات در علم اخلاق
- مشکلات العلوم
- انیس التجار
- معتمد الشیعه
- التحفة الرضویه
- التجرید
- محرق القلوب

فهرستی جامع از تألیفات وب با اشاره به نسخه‌های آن‌ها را می‌توانید در این منابع بیابید:
- مقدمه کتاب «قرة العیون» از «حسن نراقی»، چاپ دانشگاه فردوسی مشهد با تصحیح و تعلیق
- مقدمه آقای «سید جلال الدین آشتیانی» چاپ دانشگاه فردوسی مشهد

## از دیدگاه دیگران
ابوالحسن مستوفی غفاری معاصر نراقی او را چنین خوانده: «فیلسوف به حق، حکیم مطلق، جامع معقول و منقول المولی الاعظم و الحبر الاعلم، استاد البشر و…»
فرزندش ملا احمد پدرش را اغلب چنین وصف می‌کند: «من الیه فی جمیع العلوم استنادی»